# Rathaus Magdeburg

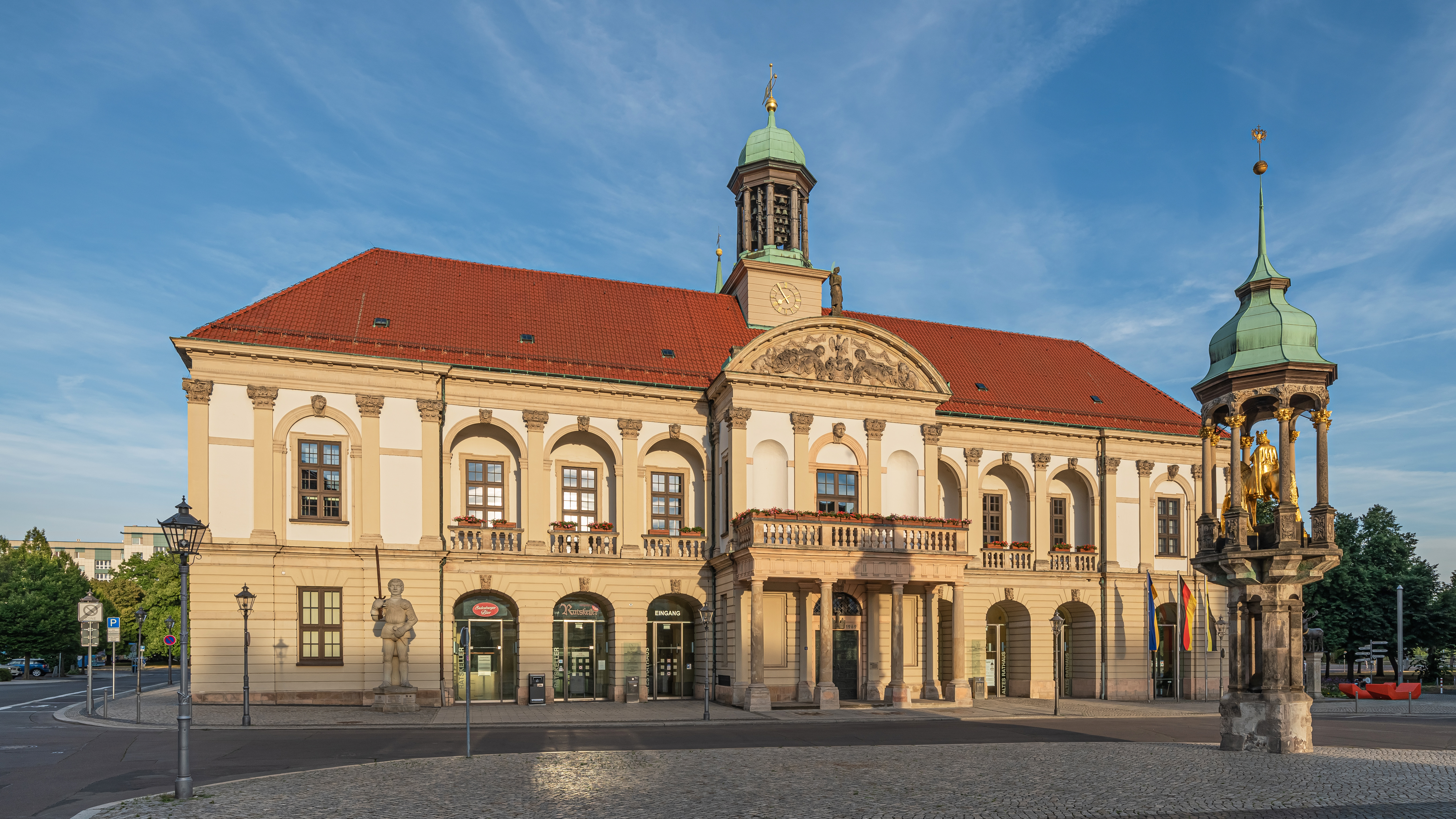
Rathaus Magdeburg (2022)

Das Alte Rathaus von Magdeburg befindet sich am Alten Markt im Zentrum der Stadt. Das Neue Rathaus steht wenige Meter nördlich und wird ebenfalls als Rathaus genutzt.

## Geschichte

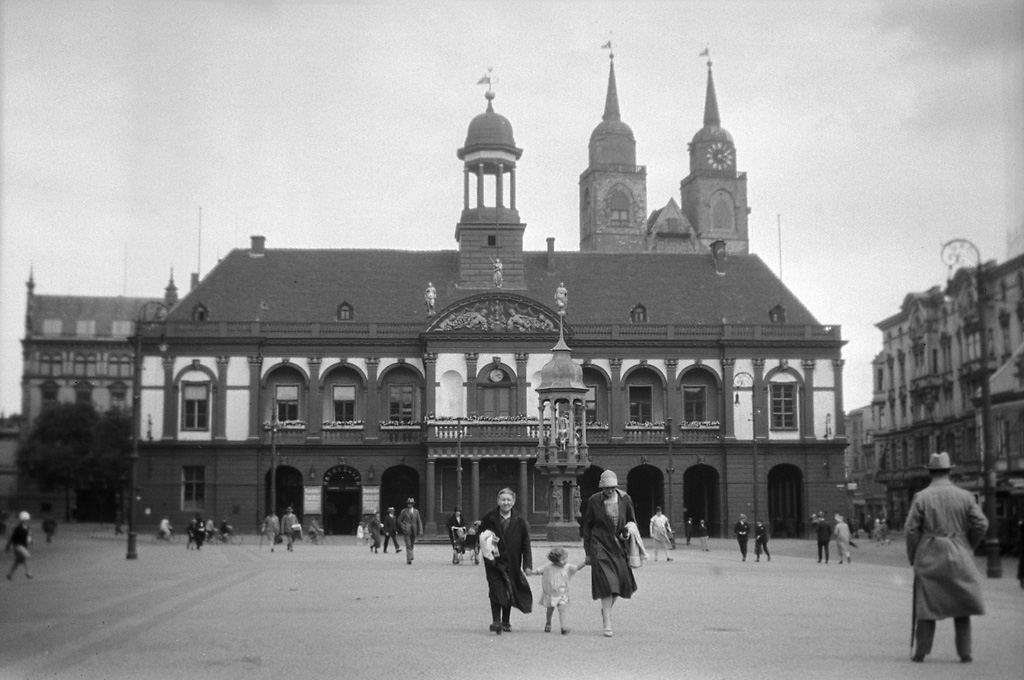
Alter Markt mit Rathaus und dahinter die Sankt-Johannis-Kirche 1927.

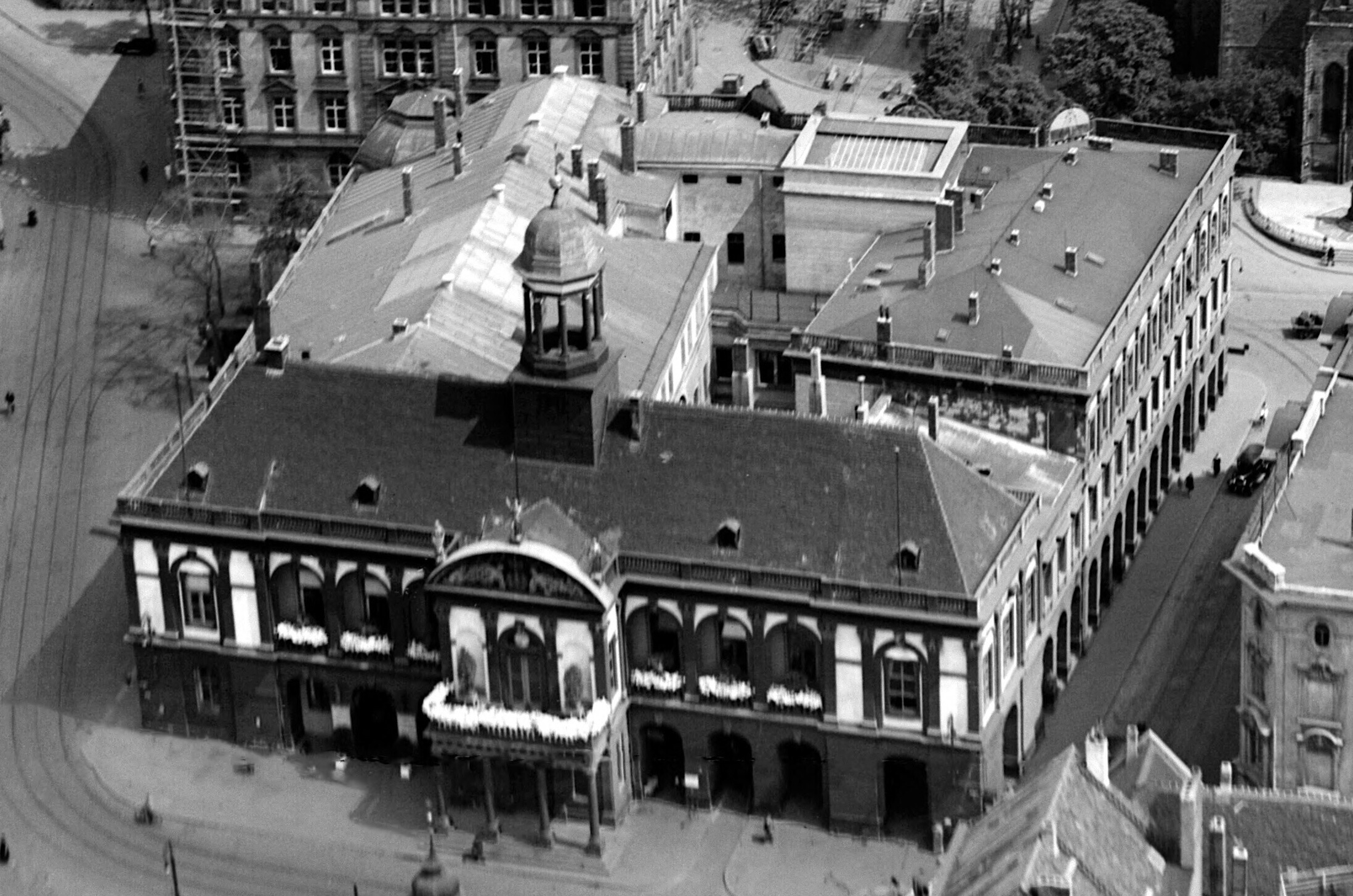
Luftbild, 1929

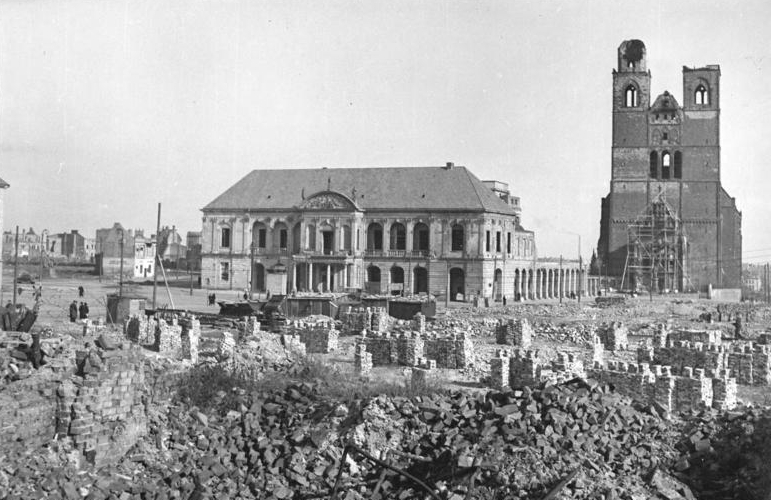
Die zerstörte Magdeburger Innenstadt 1952: Rathaus (Mitte) und Johanniskirche (rechts)

Erstmals erwähnt wurde ein Magdeburger Rathaus im Jahre 1244. Es entstand im Zuge der Ausbauarbeiten der einstigen Lager-/Kaufhalle der Kürschnerinnung und sollte als Zeichen der Selbstverwaltung der Stadtbürgerschaft dienen. Von jenem Bauwerk hat nur der Ratskeller die zahlreichen Zerstörungen überstanden, der noch heute als Restaurant genutzt wird.
1293 fiel jenes Rathaus einem Brand zum Opfer, wurde aber noch im selben Jahr wiedererrichtet. Jenes neue Ratsgebäude spiegelte die steigende Macht der Stadtbürgerschaft gegenüber der bisherigen erzbischöflichen Einflussnahme wider. Jenes Gebäude beherbergte einen großen Fest- und Versammlungssaal, mehrere Türme sowie Arkaden im Süden und Norden. Das Innungshaus der Kürschner war direkt neben dem Rathaus errichtet worden und verfügte sogar über einen eigenen Zugang zum Ratsgebäude. 1540 wurde das Rathaus mitsamt dem davor stehenden Magdeburger Roland und dem Magdeburger Reiter renoviert. Das Gebäude wurde dabei auch ausgebaut und eine 16 Zentner schwere Glocke im Rathausturm aufgehängt.

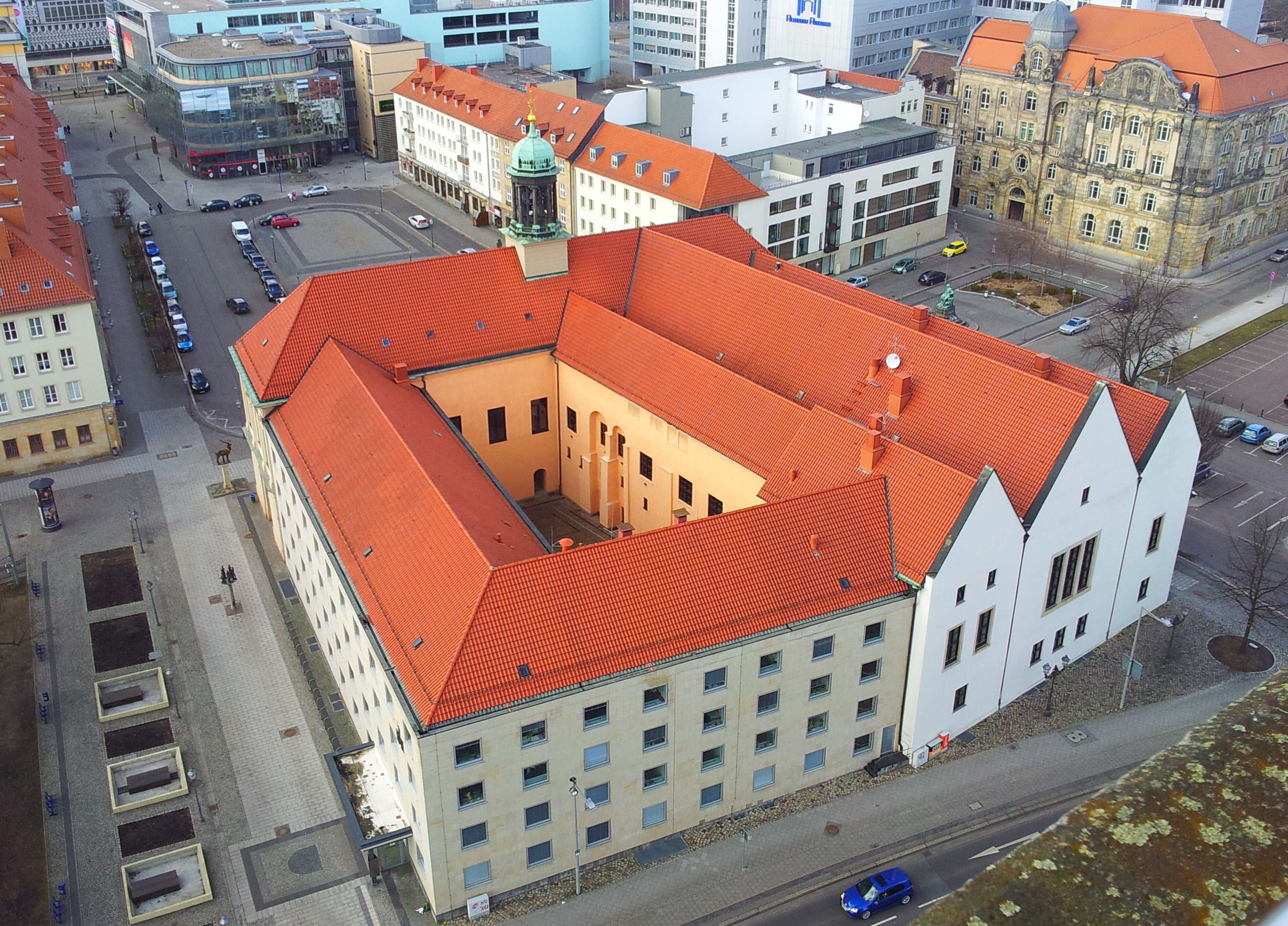
Rückseite des Alten Rathauses (2013)

Während der Zerstörung Magdeburgs im Dreißigjährigen Krieg brannte das Rathaus nieder. Bei diesem Brand wurde auch das Stadtarchiv zerstört, so dass es heute kaum Unterlagen aus der Zeit vor jenem Datum gibt. Um die Mitte des 17. Jahrhunderts wurde mit dem Wiederaufbau begonnen. Es dauerte allerdings Jahre, bis sich die zerstörte Stadt wieder von den Auswirkungen des Krieges erholt hatte und so wurden die Arbeiten erst 1713 beendet. 1820 musste der Turm des Rathauses wegen Baufälligkeit abgerissen werden, ein neuer wurde errichtet. Wenig später erhielt das Rathaus eine neue Pendeluhr, im Jahre 1827 einen Blitzableiter. Mit der Zeit wurde das Rathaus für die wachsende Verwaltung zu klein, so dass 1889 östlich des heutigen Alten Rathauses ein neues Städtisches Dienstgebäude errichtet wurde. Ende des 19. Jahrhunderts wurde das Rathaus an das Stromnetz der Stadt angeschlossen. Zu jener Zeit stieß die Verwaltung abermals an räumliche Grenzen, so dass in den Jahren 1905 bis 1907 nördlich des Alten Rathauses das heutige Neue Rathaus errichtet wurde. Hier zogen die städtische Sparkasse, die Stadtbibliothek und das Stadtarchiv (welches noch heute hier zu finden ist) ein.
Das Alte Rathaus wurde durch die Luftangriffe des 28. September 1944 und des 16. Januar 1945 schwer beschädigt, das Neue Rathaus brannte aus. Erst 1950 wurde mit dem Wiederaufbau der beiden Rathäuser begonnen, das Städtische Dienstgebäude wurde abgerissen. Dabei wurde das Rathaus weitgehend in seiner historischen Form (also ohne die diversen Um- und Anbauten der vergangenen Jahrhunderte) errichtet. Erst 1979 waren die Bautätigkeiten abgeschlossen. 1970 wurde die bronzene Rathaustür des Bildhauers Heinrich Apel eingebaut, die Szenen der Magdeburger Geschichte zeigt.

## Carillon
Am 28. September 1974 wurde aus Anlass des 25-jährigen Jubiläums der DDR auf Initiative des damaligen Oberbürgermeisters Werner Herzig ein Glockenspiel im Turm des Alten Rathauses eingeweiht.
Das aus 47 Bronzeglocken der Apoldaer Firma Schilling bestehende Carillon – gestaltet von Apoldas letztem Glockengießermeister Franz Peter Schilling und seiner Ehefrau Margarete Schilling – war das erste seiner Art in der DDR. Das Gesamtgewicht der Glocken beträgt rund 6 Tonnen, die größte wiegt 975 kg, die kleinste 10 kg. Das vieroktavige Carillon erklingt täglich zu jeder vollen Stunde in der Zeit von 10 bis 18 Uhr automatisch. Einmal wöchentlich (freitags 10 Uhr) wird es von einem Carilloneur gespielt.
Im Zusammenhang mit dem Bau des Carillons entstand auch die Skulptur der Klingelfee, die jedoch zunächst nicht aufgebaut wurde.

## Nutzung

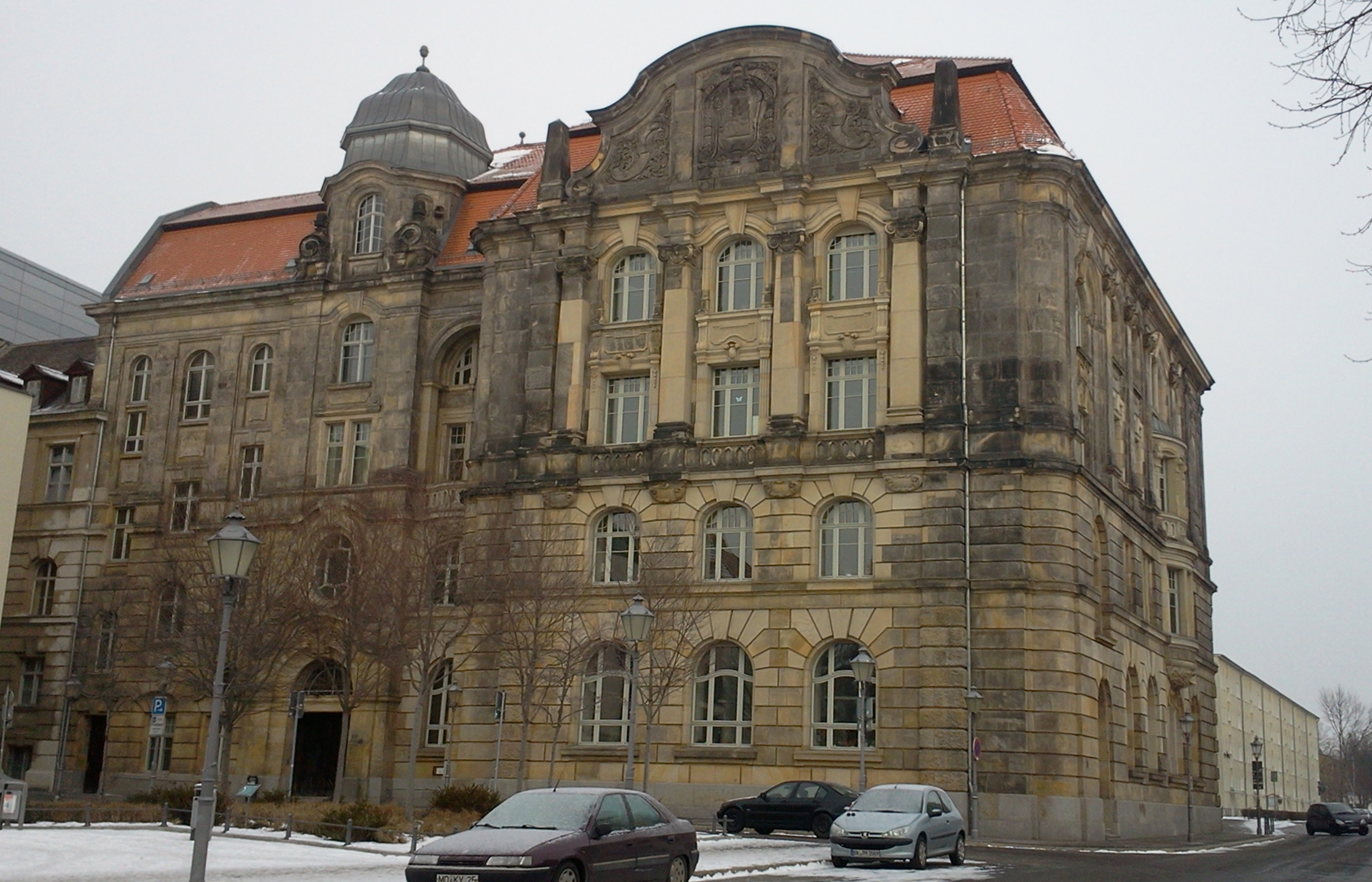
Neues Rathaus (2012)

Sowohl das Alte Rathaus als auch das Neue Rathaus werden als Rathäuser der Stadt Magdeburg genutzt. Das Neue Rathaus beherbergt unter anderem das Stadtarchiv und die Büroräume des Ordnungsamtes. Das Büro des Magdeburger Oberbürgermeisters und die Geschäftsstellen der Stadtratsfraktionen befinden sich wie der Sitzungssaal Otto von Guericke im Alten Rathaus. Der Keller des Alten Rathauses wird seit 1631 als Restaurant genutzt und trägt heute den Namen Ratskeller. Im Rathaus wird das Goldene Buch der Stadt geführt.

## Sehenswertes
Neben der Gesamtfassade des Alten Rathauses sind einige Details sehenswert. So zeigt die Bronzetür des Bildhauers Heinrich Apel Szenen aus der Geschichte Magdeburgs. Im linken Bereich der Fassade steht der 2005 errichtete Magdeburger Roland. Direkt vor dem Rathaus steht das vergoldete Standbild des Magdeburger Reiters. Nahe der Südwestecke des Alten Rathauses steht seit 2012 eine Säule mit einem Hirsch darauf.